# Julius Frey (Politiker)
Julius Frey (* 5. April 1895 in Gelnhausen; † 8. März 1965) war der erste freigewählte Bürgermeister nach 1945 der Stadt Gelnhausen.
Frey wurde als Sohn des Kaufmanns Friedrich Frey und der Mathilde Frey geb. Behrens am 5. April 1895 in Gelnhausen geboren. Im Anschluss an seine Schulzeit absolvierte er zunächst eine Schlosserlehre, an die sich dann eine kaufmännische Lehre anschloss. Nach diversen Fronteinsätzen seinerseits in der deutschen Wehrmacht während des Ersten Weltkrieges nahm er dann schließlich nach Beendigung des Krieges eine Tätigkeit in der Heraeus-Vakuum-Schmelze Hanau auf. Dort war er bis 1946 tätig, lediglich unterbrochen durch einen weiteren Fronteinsatz als Soldat am Westwall zu Beginn des Zweiten Weltkrieges. Zuletzt hatte er dort die Position des Leiters der Einkaufsabteilung inne.
Sodann war der CDU-Politiker der erste freigewählte Bürgermeister der Stadt als Nachfolger des von der amerikanischen Militärregierung zunächst nach Ende des Krieges auf dieser Position eingesetzten Ferdinand Dietz. Seine zwei Wahlperioden umfassende Amtszeit dauerte von der Wahl am 19. März 1946 bis zum 24. Juni 1954.